# ハーヴェイ・カーツマン
ハーヴェイ・カーツマン（Harvey Kurtzman、1924年10月3日 - 1993年2月23日）は、アメリカ合衆国ニューヨーク州ニューヨーク出身の漫画家、編集者。名はハーヴィー・カーツマンとも表記される。
1952年『MAD』誌の初代編集長となり、パロディ・コミックスなる新分野を開拓。のちMAD誌を退き、類似の雑誌『トランプ』、『ハムバッグ』などを創刊するも長くは続かず、その後ウィル・エルダーと組んで描いたお色気パロディ漫画『リトル・アニー・ファニー』が『プレイボーイ』誌で長きに亘って連載された。